# Bahnstrecke Bamberg–Scheßlitz
| Streckennummer: | 5114                 |                         |                         |
| Kursbuchstrecke (DB): | ehemals 825          |                         |                         |
| Kursbuchstrecke: | 414v (1946)          |                         |                         |
| Streckenlänge: | 13,714 km            |                         |                         |
| Spurweite: | 1435 mm (Normalspur) |                         |                         |
| |                      |                         |                         |
| \| \| \| von Nürnberg \| \| \| \| 0,000 \| Bamberg \| Bamberg \| \| \| \| nach Rottendorf \| \| \| \| \| nach Hof \| \| \| \| 2,80 \| Bruckertshof \| Bruckertshof \| \| \| 4,20 \| Gundelsheim (b Bamberg) \| Gundelsheim (b Bamberg) \| \| \| 6,540 \| Memmelsdorf (Oberfr) \| Memmelsdorf (Oberfr) \| \| \| 8,030 \| Drosendorf \| Drosendorf \| \| \| 11,110 \| Giech \| Giech \| \| \| 13,714 \| Scheßlitz \| Scheßlitz \| |                      |                         |                         |
| Strecke |                      | von Nürnberg            | von Nürnberg            |
| Bahnhof | 0,000                | Bamberg                 | Bamberg                 |
| Abzweig geradeaus und nach links |                      | nach Rottendorf         | nach Rottendorf         |
| Abzweig ehemals geradeaus und nach links |                      | nach Hof                | nach Hof                |
| Haltepunkt / Haltestelle (Strecke außer Betrieb) | 2,80                 | Bruckertshof            | Bruckertshof            |
| Haltepunkt / Haltestelle (Strecke außer Betrieb) | 4,20                 | Gundelsheim (b Bamberg) | Gundelsheim (b Bamberg) |
| Bahnhof (Strecke außer Betrieb) | 6,540                | Memmelsdorf (Oberfr)    | Memmelsdorf (Oberfr)    |
| Haltepunkt / Haltestelle (Strecke außer Betrieb) | 8,030                | Drosendorf              | Drosendorf              |
| Haltepunkt / Haltestelle (Strecke außer Betrieb) | 11,110               | Giech                   | Giech                   |
| Kopfbahnhof Streckenende (Strecke außer Betrieb) | 13,714               | Scheßlitz               | Scheßlitz               |

Die Bahnstrecke Bamberg–Scheßlitz, umgangssprachlich als Schäätzer Bockäla (bambergisch für Scheßlitzer Böcklein) bezeichnet, war eine Nebenbahn in Bayern. Sie verlief über 13,714 Kilometer von Bamberg nach Scheßlitz.

## Geschichte

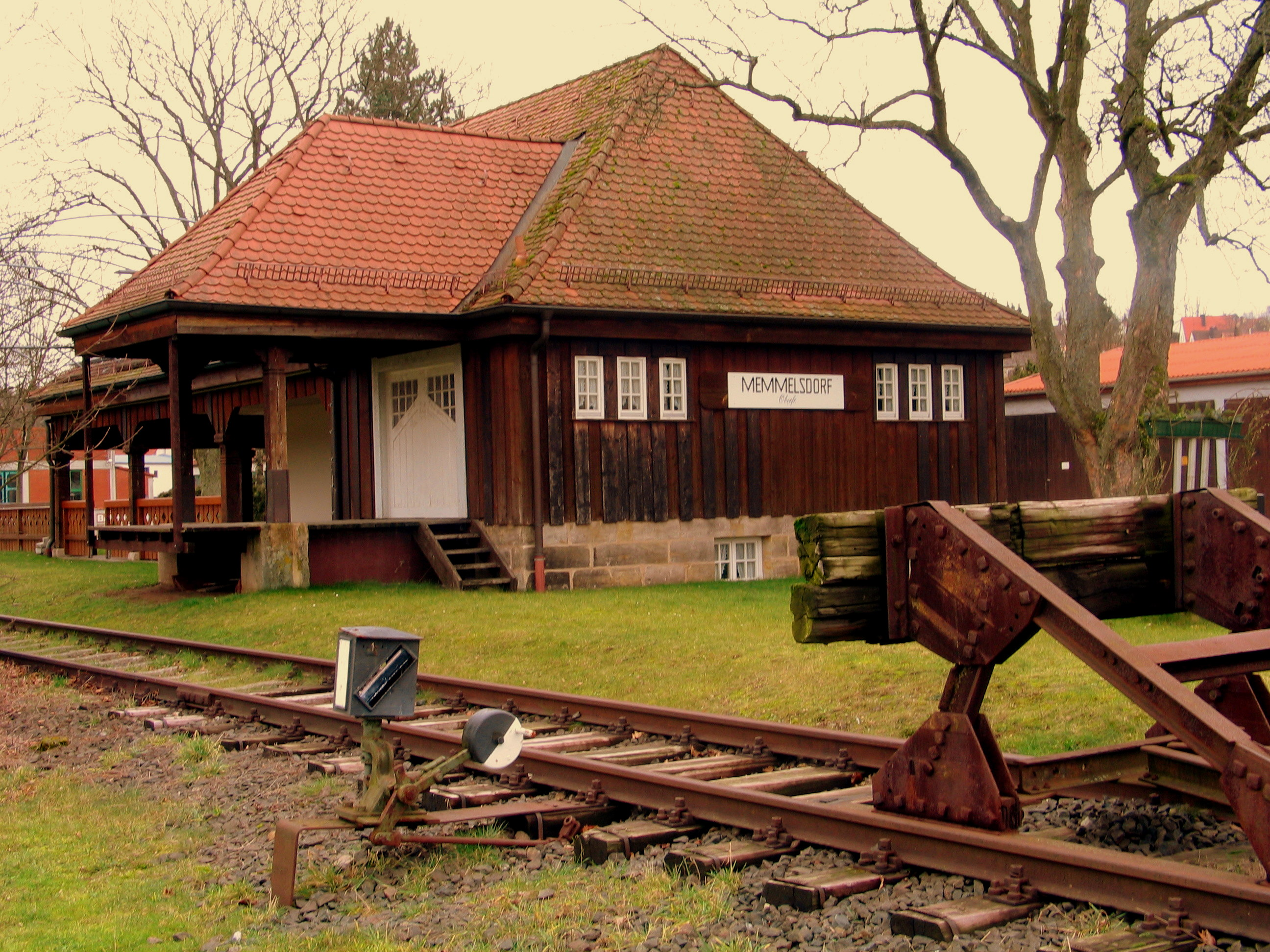
Ehemaliger Bahnhof Memmelsdorf

Die Stadt Scheßlitz reichte 1904 ein Gesuch für eine Erbauung einer Lokalbahn bei dem Staatsministerium für Verkehrsangelegenheiten ein. Der zukünftige Trassenverlauf wurde 1905 festgelegt. Zwei Jahre später begannen die Arbeiten. Die Bauarbeiten dauerten 11 Monate.
Eine geplante Strecke zwischen Scheßlitz und Hollfeld, Endstation der Bahnstrecke Bayreuth–Hollfeld, wurde im Jahr 1906 nach umfangreichen Vorarbeiten wieder aufgegeben, da beide Orte das Projekt scheitern ließen. Der Grund waren aber nicht die hohen Baukosten von etwa zwei Millionen Mark, sondern dass beide Städte den lukrativen Status von Endstationen bevorzugten. Der Raum dazwischen sollte zur Handelsdomäne werden. Als der „Distriktrat“ des königlich bayerischen Distriktes Scheßlitz für den Bau einer Strecke Scheßlitz–Hollfeld einen Zuschuss von 70.000 Mark genehmigte, verlangte die Stadt Scheßlitz den zum Bahnbau Bamberg–Scheßlitz gewährten Zuschuss von 50.000 Mark wieder zurück, wenn die Strecke nach Hollfeld gebaut werden sollte.
Die Strecke wurde schließlich am 30. September 1908 in Betrieb genommen. Anwesend war unter anderem der Oberbürgermeister von Bamberg Franz Michael Lutz. Der planmäßige Verkehr wurde einen Tag später aufgenommen. Für eine Fahrt von Bamberg nach Scheßlitz mussten die Fahrgäste 35 Pfennige zahlen. Zum Einsatz kam die Bayerische PtL 2/2, außer für schweren Güterverkehr und die volleren Züge am Sonntag. Im November 1909 wurde der Bahnhof Memmelsdorf fertiggestellt.
Zwischen Memmelsdorf und Scheßlitz wurden 1910 über 137.000 Fahrkarten verkauft. Im Güterverkehr wurden etwas mehr als 13.000 Tonnen befördert. In dem Jahr und den folgenden wurde ein Jahresgewinn von rund 48.000 Mark erzielt. An Sonn- und Feiertagen wurden 1916 täglich vier Fahrten angeboten, im Oktober 1918 reduzierte sich das wieder auf die ursprünglichen zwei.
Bei Beginn des Zweiten Weltkriegs erreichte der Güterverkehr das höchste Aufkommen in der Streckengeschichte. Mit dem Ende des Krieges und der bedingungslosen Kapitulation kam der Bahnverkehr zum Erliegen. Der Wiedereinstieg war schwierig und gelang nur langsam. Die Verhältnisse besserten sich erst mit dem Winterfahrplan 1948/49. Ebenfalls 1949 bekam die Bahnstrecke Konkurrenz durch die Stadtwerke Bamberg, die einen Busverkehr bis Drosendorf einrichteten. Während 1948 noch 44.000 Fahrkarten verkauft wurden, waren es 1953 nur noch 6000. Nur die kürzere Fahrzeit war ein Vorteil der Bahn. Infolgedessen wurden immer wieder Fahrten gestrichen, der Spätzug entfiel 1954 komplett.
Ab 1959 fuhren auf der Strecke die ersten zweimotorigen Schienenbusse der Baureihe VT 98. Der Einsatz von Dampflokomotiven vor den Personenzügen endete Anfang der 1960er Jahre. Bis 1963 übernahmen die bis zu sechsstelligen Garnituren den kompletten Personenverkehr. 1962 wurden trotz der Neuerungen nur noch 1000 Fahrkarten verkauft. Auch der Güterzug verkehrte nur noch dreimal pro Woche.
Gundelsheim wurde ab Januar 1972 ebenfalls von den Stadtbussen angefahren, somit sank die Nachfrage weiter. Mitte der 1970er Jahre galt folgender Fahrplan: Montag bis Freitag 20, Samstags 18 und Sonntags 12 Fahrten. Überraschend leitete die Bundesbahndirektion Nürnberg im September 1974 das Verfahren zur Stilllegung des Gesamtbetriebs auf der Strecke ein. Das Verfahren wurde dann aber nicht weiter verfolgt. Trotzdem gab es im Sommer 1975 von Seiten der Deutschen Bundesbahn massive Kürzungen. Zwei Jahre später wurden weitere Fahrten gestrichen. Aufgrund des geringeren Angebots verlor die Strecke immer mehr an Attraktivität. Zwei Jahre wurde erneut ein Verfahren zur Beendigung des Betriebs eingeleitet. Trotzdem begannen im selben Monat umfangreiche Gleisbauarbeiten. Der Umbau begann im November 1978. Infolgedessen betrug die Fahrzeit nur noch 23 Minuten, durchgehend konnten die Züge mit 60 km/h fahren. Das Fahrtenangebot hätte eigentlich zukünftig wieder aufgestockt werden können, doch es wurden Fahrten gestrichen.
1982 gab es im Ausgleich für fünf entfallende Schienenbusleistungen nur ein Zugpaar. Die Abfahrt war um 14:20 Uhr, so dass Schüler und auch Berufstätige auf Busse oder Autos umsteigen mussten. Obwohl es wirtschaftlichere Triebwagen gab, wurden Diesellokomotiven der Baureihe V 100.1 eingesetzt, die mit 1100 PS überdimensioniert waren, zumal der jeweilige Zug durchschnittlich nur mit 12 Fahrgästen besetzt war.
Der Güterverkehr hatte insbesondere in der Erntezeit große Bedeutung, der Bahnhof Scheßlitz war ein zentraler Getreidelieferungspunkt mit zwei Verladestationen. Aufgrund des stark gesunkenen Fahrgastaufkommens unternahm die Deutsche Bundesbahn einen dritten Anlauf zur Streckenstilllegung. Das Verfahren hierzu wurde im Dezember 1982 eingeleitet, davon war der Öffentlichkeit nichts bekannt. 1983 wurde ein Wendezug eingesetzt, damit entfiel das das zeit- und arbeitsaufwendige Umsetzen in den Endbahnhöfen.
1985 gab die Deutsche Bundesbahn bekannt, dass der Personenverkehr zum 2. Juni 1985 eingestellt wird. Anschließend verkehrten gelegentlich noch Sonderzüge, etwa für Ausflüge der Schüler und Lehrer der Realschule in Scheßlitz. Schließlich wurde im Februar 1986 der Gesamtverkehr von Bruckertshof bis Scheßlitz eingestellt und der Abschnitt stillgelegt. Am 27. Mai 1988 erreichte der letzte planmäßige Zug Scheßlitz.
Die Gleise wurden im Winter des gleichen Jahres bis Bruckertshof abgebaut. Der Abschnitt Bamberg bis Bruckertshof wurde am 31. Oktober 2001 stillgelegt. Zwischen Bamberg und Memmelsdorf ist der Bahndamm durch die A 70/A 73 überbaut, ist aber bis auf wenige Stellen durch das nicht vollständig entfernte Schotterbett noch erkennbar. Auf der Trasse zwischen Memmelsdorf und Scheßlitz wurde ein Fahrradweg errichtet. Die einzigen erhaltenen Empfangsgebäude im Memmelsdorf und Scheßlitz werden anderweitig genutzt. Das in Memmelsdorf wurde für 180.000 DM aufwändig restauriert und umgebaut und beherbergt nun den örtlichen Gesangsverein, das in Scheßlitz ist Lagerraum des Scheßlitzer Heimatkundlichen Vereins.